# Allò que el vent s'endugué (novel·la)
Allò que el vent s'endugué (o Endut pel vent, traducció més autèntica i els proverbials Això s'ho emporta el vent i Les paraules se les emporta el vent) (títol original en anglès: Gone with the Wind) és una novel·la de l'autora Margaret Mitchell, és un dels llibres més venuts de la història, un clàssic de la literatura dels Estats Units i després de l'adaptació cinematogràfica és una de les més grans icones o mites de la cultura popular contemporània.

## Procés creatiu i 1a edició de la novel·la

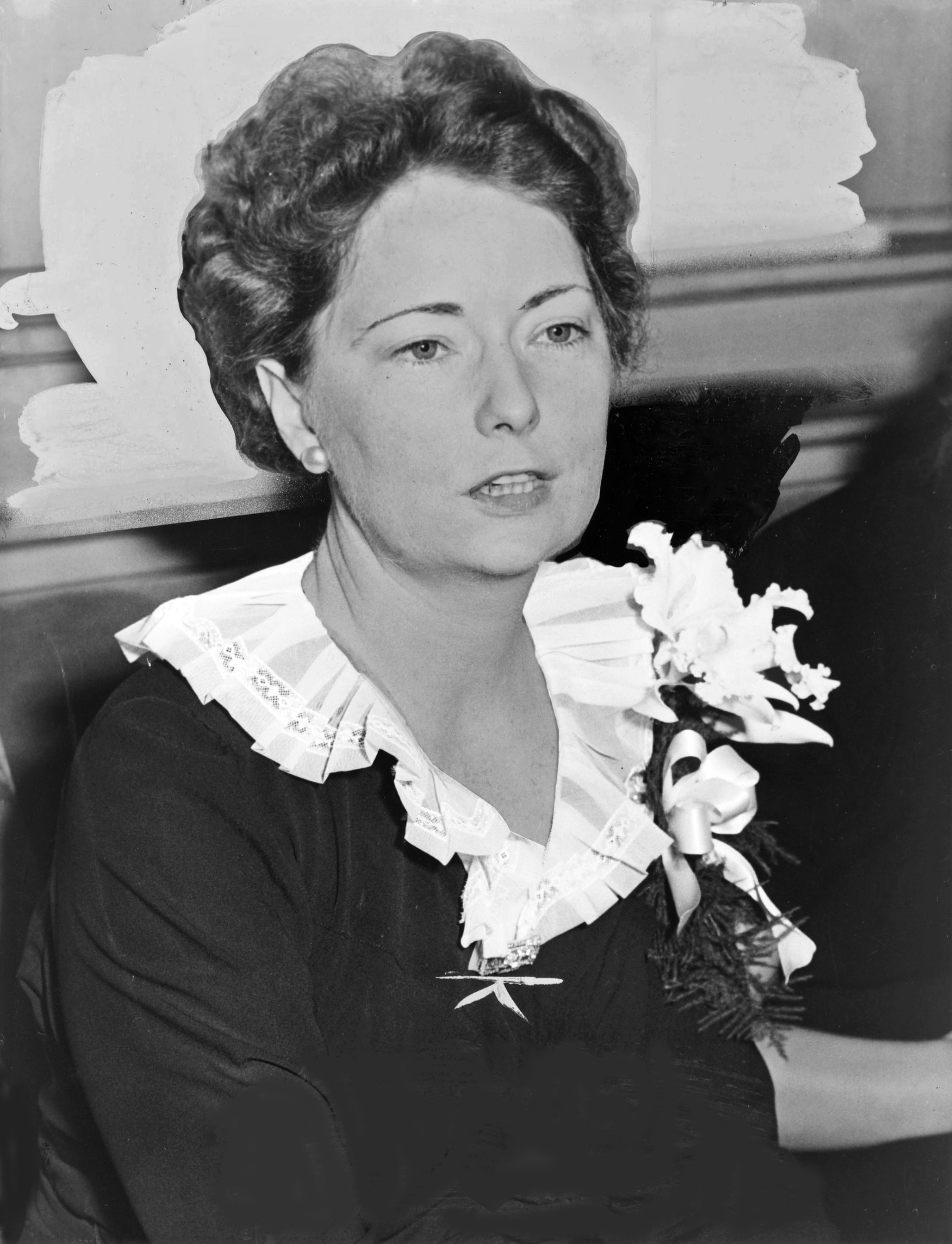
L'escriptora Margaret Mitchell escrigué i publicà Allò que el vent s'endugué per la influència del seu marit i amics. L'autora volcà en la novel·la els seus extensos coneixements d'història, les narracions dels ancians de la Guerra Civil i les seves pròpies experiències personals sobre tempestuoses relacions de parella per a crear una obra mestra de la literatura universal.

L'autora Margaret Mitchell era una periodista de la ciutat d'Atlanta, a l'estat de Geòrgia (una de les primeres dones que tingué una columna en un diari important del sud dels Estats Units); estant al llit a causa d'una fractura de turmell, Mitchell començà a escriure el que més endavant seria la novel·la d'Allò que el vent s'endugué, estimulada pel seu segon marit, John Marsh, que li aconsellà que escrivís un llibre propi després que ella hagués llegit tots els llibres d'història que ell va portar-li de la biblioteca pública per a entretenir-la.
Mitchell es basà en el seu coneixement enciclopèdic de la Guerra Civil i els moments dramàtics de la seva pròpia vida per escriure l'obra, bo i emprant una vella màquina d'escriure Remington. El 1929 amb el seu turmell ja bé i la major part del voluminós llibre escrit, Mitchell va perdre interès en els seus esforços literaris.
Tanmateix, anys després, el 1935, l'editor Harold Macmillan Latham visità la ciutat d'Atlanta tot cercant nous escriptors prometedors i entrà en contacte amb Mitchell gràcies a Lois Cole, una amiga d'ella que havia treballat per a ell. Molt content amb Mitchell, l'editor li demanà que li fes arribar a ell qualsevol llibre que ella escrivís, tot i que al principi ella no pensava lliurar-li el manuscrit d'Allò que el vent s'endugué, finalment ho feu a causa d'un comentari d'un amic que se'n burlava, de la possibilitat que pogués escriure un llibre. Macmillan hagué de comprar una maleta extra per portar al seu equipatge el gegantesc manuscrit, després d'anar-se'n, Mitchell se'n penedí i li demanà per un telegrama que li tornés l'escrit, però ja l'empresari editorial estava atret pel que havia fins aleshores llegit i pensava que podria ser tot un èxit.
Després de consultar amb el cap del departament de literatura en anglès de la Universitat de Colúmbia, Macmillan Latham envià a Mitchell un xec de bestreta del pagament pels drets d'autor i va comprometre-la a completar l'obra (no havia escrit el primer capítol): Mitchell finí la novel·la el març del 1936.
Finalment, es publicà la primera edició de la novel·la el 30 de juny del mateix any.

## Adaptació cinematogràfica: l'obra es converteix en llegenda
L'èxit de la novel·la fou immens, abans de la seva publicació 50.000 estatunidencs ja havien reservat els exemplars, i les vendes s'estengueren quan el llibre sortí a la llum. Per a Nadal d'aquell any ja se n'havien venut 1.000.000 de còpies. El llibre romangué 21 setmanes a la primera posició de la Book Review del The New York Times. El 1937 guanyà el prestigiós Premi Pulitzer a la categoria de novel·la.
Àdhuc abans que se'n publiqués la primera edició, el maig del 1936, el productor de cinema David O. Selznick decidí comprar els drets per fer una pel·lícula basada en la novel·la. Selznick seguí els consells de la seva editora d'història Katherine (Kay) Brown, que havia llegit una còpia de l'obra prèvia a la publicació. Tan sols uns dies després de la publicació d'aquella primera edició, el 6 de juliol del 1936, Kay Brown (actuant com a representant de Selznick) comprà els drets per fer una pel·lícula de la novel·la per 50.000 dòlars, una xifra de diners rècord per a l'època.
La pel·lícula (Allò que el vent s'endugué) fou estrenada l'octubre del 1939 i tingué un gran èxit: amb el pas dels anys s'ha consagrat com un dels grans clàssics, i a totes les enquestes i estudis de crítica competeix amb Casablanca i Ciutadà Kane pel lloc d'honor com la millor pel·lícula de la història del cinema. Gràcies a això la història de la novel·la es convertí en una llegenda de la literatura, i un mite de la cultura popular del segle xx, la parella protagonista formada per Rhett Butler i Scarlett O'Hara és una de les grans parelles romàntiques de la literatura universal, al mateix nivell que Romeu i Julieta o Elizabeth Bennet i Fitzwilliam Darcy.